# 花崗岩灣 (加利福尼亞州)
花崗岩灣（英語：Granite Bay）是位於美國加利福尼亞州普萊瑟縣的一個人口普查指定地區。

## 地理
花崗岩灣的座標為38°44′55″N 121°10′47″W / 38.74861°N 121.17972°W，而該地最高點為海拔高度131米（即430英尺）。

## 人口
根據2010年美國人口普查的數據，花崗岩灣的面積為55.870平方千米，當中陸地面積為55.757平方千米，而水域面積為0.113平方千米。當地共有人口20402人，而人口密度為每平方千米365人。